# Bäckvättespindel
Bäckvättespindel (Porrhomma convexum) är en spindelart som först beskrevs av Westring 1851.  Bäckvättespindel ingår i släktet Porrhomma och familjen täckvävarspindlar. Arten är reproducerande i Sverige. Inga underarter finns listade.